# Kapitän-Miša-Gebäude
Koordinaten: 44° 49′ 6,8″ N, 20° 27′ 27,3″ O

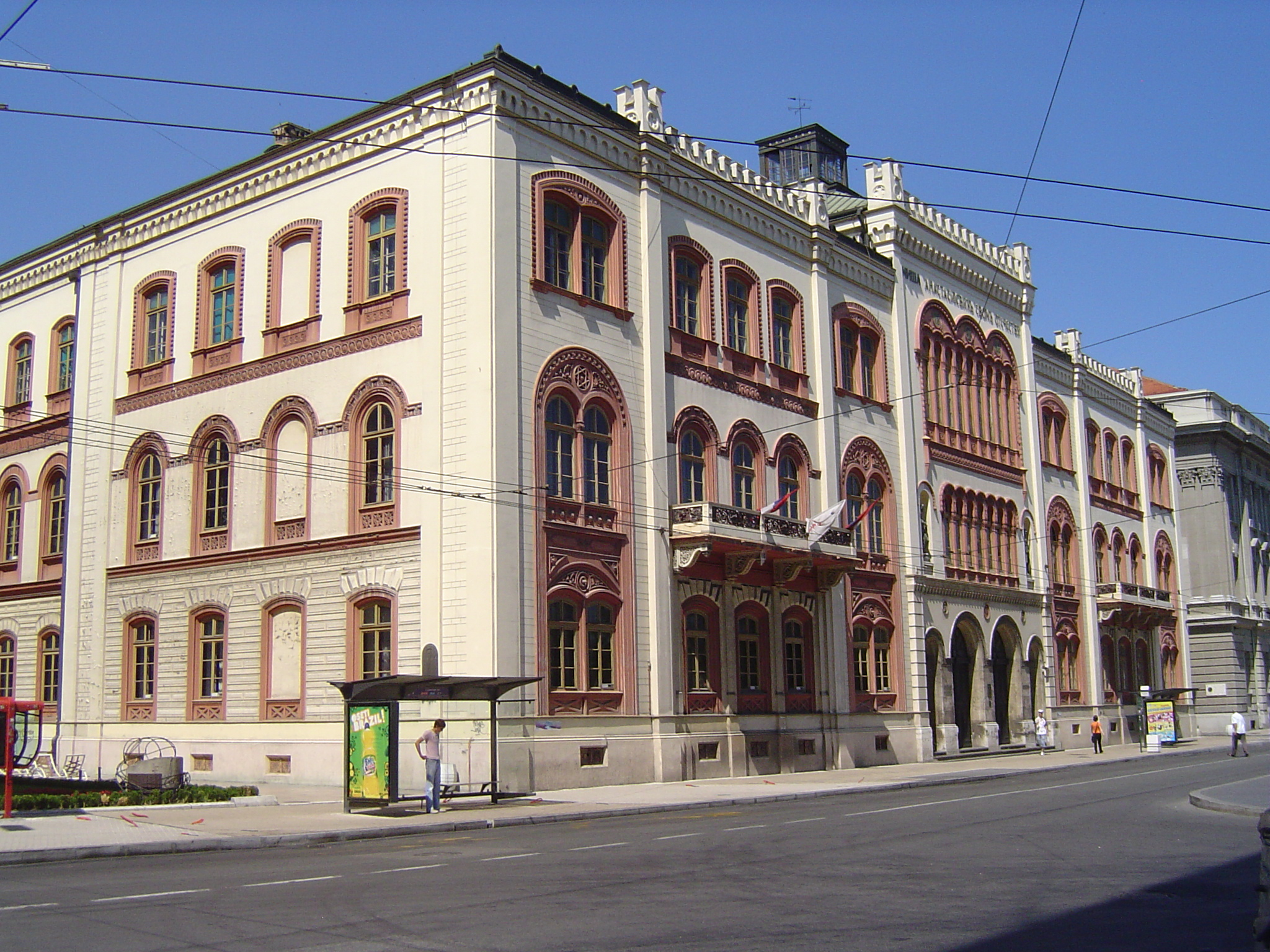
Das Gebäude ist heute Sitz des Rektorats der Belgrader Universität

Das Kapitän-Miša-Gebäude am Platz Studentski trg Nr. 1 in Belgrad ist einer der repräsentativsten Paläste des 19. Jahrhunderts der Stadt.

## Geschichte
Das Gebäude wurde in der Zeit zwischen 1857 und 1863 gebaut. Zur Zeit seiner Entstehung war das Gebäude, wie es sich für ein wahres Bau- und Architekturdenkmal gehört, als eins der prächtigsten und höchsten Gebäude in Belgrad Objekt der Bewunderung der Mitbürger. Es wurde neben dem einstigen Hotel „Imperijal“ gebaut. Mit ihm zusammen bildete es eine Reihe öffentlicher Objekte am Belgrader Hauptplatz – dem Großen Markt. Der Bau dieses Objekts in unmittelbarer Nähe der Straße Knez Mihailova, die sich gerade erst im Prozess der Regulierung befand, kennzeichnete einen Wendepunkt in Bezug auf Bauweise und architektonische Meinung, die zu jener Zeit in Belgrads Bauwesen herrschte. Die Architektur dieses Gebäudes stellt ein Zeugnis der Wandlung Belgrads von einem orientalischen Städtchen zu einer europäischen Hauptstadt mit moderner urbaner Struktur und repräsentativen Gebäuden.
Seinen populären Namen bekam der Palast von seinem Bauherrn Kapitän Miša Anastasijević, dem bekannten Belgrader Salzhändler und Schiffbesitzer. Den Titel „Donaukapitän“ hat Anastasijević vom Fürsten Miloš Obrenović als Dank für ihre Zusammenarbeit und Freundschaft erhalten. Der Palast wurde nach den Plänen des tschechischen Architekten Jan Nevole, der zur Zeit des Baus die Pflicht als Hauptingenieur des Popečiteljstvo vnutrenih dela (Innenministerium) ausgeführt hat, gebaut. Die Arbeiten am Bau des Objekts hat der Baumeister Josef Steinlechner durchgeführt. Die ursprüngliche Absicht des Kapitäns Miša war es, das Gebäude für das nicht vorherbestimmte Herrscherpaar – seiner Tochter Sara und Đorđe Karađorđević – zu bauen. Nachdem jedoch die Nationalversammlung am Andreastag 1859 beschlossen hatte, den Fürsten Miloš wieder auf den serbischen Herrscherthron zu setzen, waren alle Hoffnungen, dass Karađorđević an die Macht kommen würde, haltlos. So wurde das Gebäude bereits während ihres Baus dem „Vaterland“ zur Unterbringung mehrerer Kultur- und Bildungseinrichtungen des damaligen Fürstentums Serbien vermacht. Gleich nach Bauende zog die Hochschule „Velika Škola“ dort ein, daraufhin das Gymnasium, das Bildungsministerium, die weiterführende Schule „Realka“, die Nationalbibliothek, das Nationalmuseum u. a. Darüber hinaus stellte der Festsaal dieses Palasts eine Bühne für wichtige historische Ereignisse dar: 1864 tagte hier die Versammlung; 1868 wurde hier die Gründungsversammlung des ersten Ingenieurvereins in Serbien abgehalten; in seinem Festsaal gab es 1875 auch die erste Ausstellung von Architekturaufnahmen und Kopien von Fresken aus serbischen mittelalterlichen Klöstern, die Mihailo Valtrović und Dragutin Milutinović veranstalteten.
Infolge des Schicksals und der stürmischen Geschichte Belgrads und Serbiens, hat das Kapitän-Miša-Gebäude mehrmals große Beschädigungen erlebt. Während der Bombardierung Belgrads 1862, als am Gebäude noch das Baugerüst stand, diente es den Serben als Festung, weshalb es durch türkische Geschosse schwer beschädigt wurde. Im Verlauf der Serbisch-Türkischen Kriege (1876–1878) diente es militärischen Zwecken, während es die größten Beschädigungen im Ersten Weltkrieg erlebte, als ein großer Teil des linken Flügels zerstört wurde. Von 1919 bis 1921 wurden bedeutende Reparatur- und Erweiterungsarbeiten an dem Objekt durchgeführt.
Viele Jahre lang hat das Gebäude, als erster Palast mitteleuropäischer Art in Belgrad, den Ruf als schönstes und monumentalstes Gebäude, das die Blicke der Mitbürger, aber auch der Weltreisenden und Reisebeschreiber, anlockte, beibehalten. Als eins der bedeutendsten Objekte der serbischen Architektur des 19. Jahrhunderts, das ein bedeutendes Zeugnis ihrer historischen Entwicklung darstellt, wurde das Kapitän-Miša-Gebäude als eines der ersten als Kulturdenkmal von großer Bedeutung für den Staat unter Denkmalschutz gestellt. Der Schutz des Gebäudes war mit der Verordnung zum Schutz von Belgrader Altertümern aus dem Jahr 1935 vorgesehen, jedoch wurde der erste Rechtsakt 1946 vom Kunstmuseum in Belgrad, das nach dem Zweiten Weltkrieg für den Schutz von Kulturerbe zuständig war, verabschiedet.

## Architektur

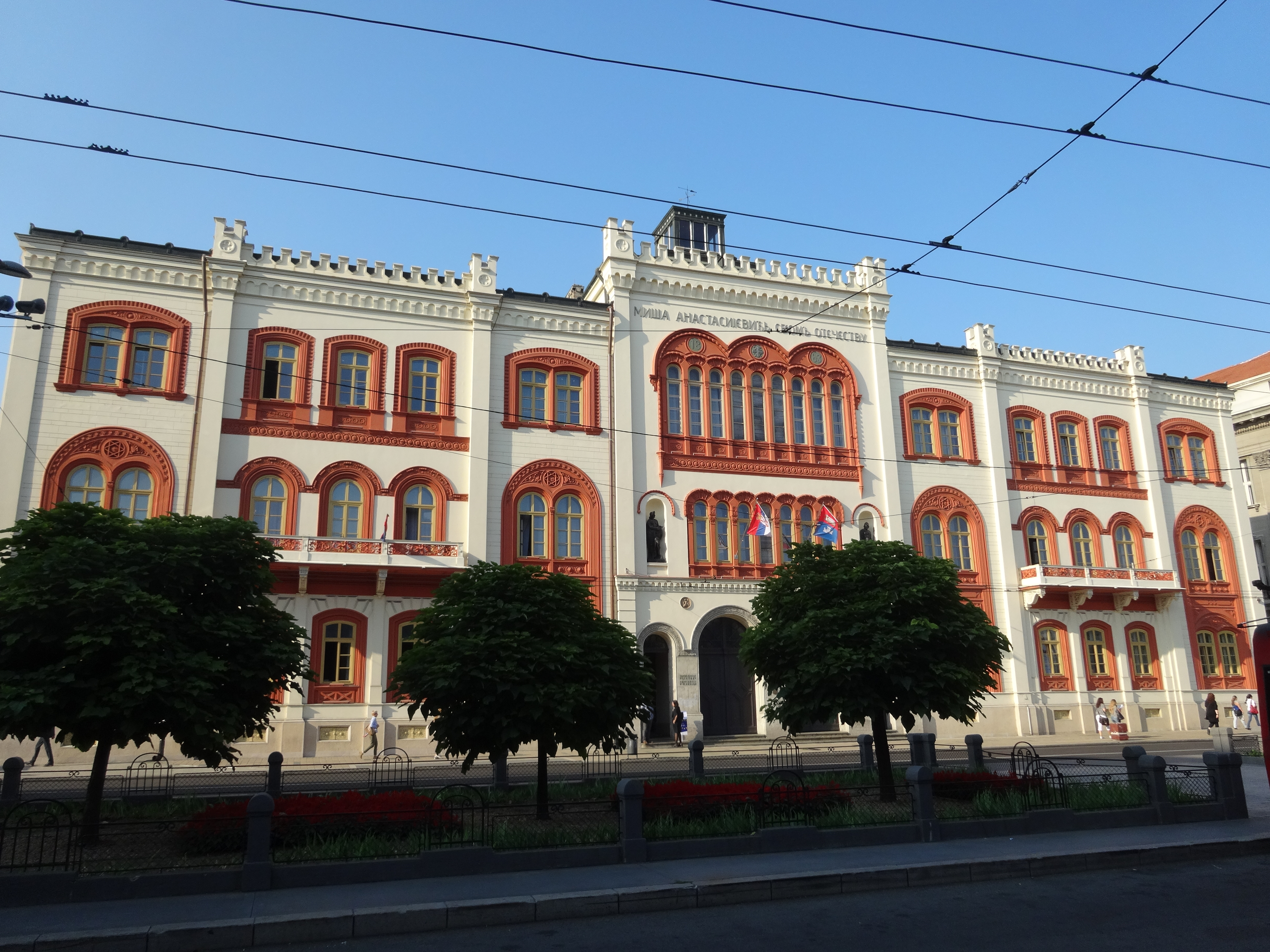
Front des Gebäudes

Der Reichtum an dekorativen Elementen an den Fassaden, die aus den architektonischen Quellen der Byzanz, Gotik und Frührenaissance stammen, erregte die Bewunderung der Belgrader, die das Gebäude unter sich einen „venezianischen Palast“ nannten. Ursprünglich hatte das Gebäude eine symmetrische, regelmäßige Basis, mit zwei separaten Teilen, die durch den Eingangsbereich (Vestibül) im Erdgeschoss und dem Festsaal im Obergeschoss voneinander getrennt waren. Zum romantischen Ton der Fassadengestaltung trug besonders der Kontrast zwischen den goldgelben ebenen Flächen und den Fensterrahmen und Details aus Terrakotta bei. Die Symmetrie des Baus wird durch die Dreiteilung der Fassade mit mittlerem Bereich (Risalite), durch den betonten Dachkranz und dem Wachturm an der Spitze sowie durch die etwas niedrigeren seitlichen Risalite unterstrichen. Am repräsentativsten sind die mittleren Fassaden, abgetrennt durch tiefe Halbsäulen (Lisene), die am Dachkranz mit Türmchen abschließen. Hier stechen die Fenster (Biforien) hervor, die dem Vorbild der halbrunden, segmentierten venezianischen Bögen nachempfunden sind.
Das dekorative Repertoire enthält neben den Friesen an Blendarkaden und dem dekorativen Dachboden im höchsten Bereich auch zwei Vollskulpturen in den Nischen, die auf beiden Seiten des Haupteingangs in Höhe des Obergeschosses symmetrisch aufgestellt sind. Die Skulpturen „Apollon mit Lyra“ und „Minerva mit Speer und Schild“ sind mit ihrer thematischen und symbolischen Bedeutung eine Anspielung auf den künstlerischen, bildenden und wissenschaftlichen Zweck, der dem Gebäude schon während seines Baus zugeteilt wurde. Die Skulpturen, wie auch die Medaillons mit Engelsmotiven über dem Eingang, sind Werk eines unbekannten Schöpfers. Die Besonderheit der dekorativen Plastik an der Hauptfassade zeigt sich auch in einem der seltenen erhaltenen Wappen des Fürstentums Serbien, das sich in einem Medaillon oberhalb des Fensters des Obergeschosses befindet, sowie in den zwei seitlichen Medaillons mit Kennzeichnung des Jahres des Bauendes aus Terrakotta. Die Fülle an Details aus Terrakotta und anderen industriellen Materialien weisen auf den außergewöhnlichen Reichtum des Erbauers des Objekts hin, da diese Materialien zur Zeit der Errichtung des Objekts nur aus dem Ausland importiert werden konnten. Man nimmt an, dass die Exemplare am Kapitän-Miša-Gebäude in Wien oder Pest angefertigt wurden, mit denen Serbien zu jener Zeit in engsten kulturellen und künstlerischen Verhältnissen stand. Die Fassadenteile aus Stein, besonders die dekorativ bearbeiteten Konsolen des Balkons und die Bögen, von denen der Eingangsbereich umgeben ist, wurden mit Stein aus dem Gebiet Serbiens angefertigt.
Das Kapitän-Miša-Gebäude hat neben seiner Schönheit und Attraktivität auch durch seine Höhe die Aufmerksamkeit der Passanten auf sich gezogen. Als höchstes Gebäude Belgrads, das diesen Titel fast bis zum Anfang des 20. Jahrhunderts hielt, diente es zur Aufstellung eines Wachturms, der „120 Schritte über den Platz ragt und den schönsten Ausblick auf Belgrad und seine Umgebung bietet“. In einem quadratischen Glasturm – einem Pavillon, warnte ein Wächter die Feuerwehr Tag und Nacht mit einer langen Trompete vor dem Ausbruch eines Feuers, da es ihm möglich war, vor sich das Panorama fast des ganzen damaligen Belgrads zu sehen. Dieser gläserne Wachturm war bis 1919 in Funktion, als aufgrund der Einführung von Telefonleitungen, die Meldung durch Trompeten zu langsam und überholt war.
Sein endgültiges kubisches Volumen in Form eines geschlossenen Blocks mit Innenhof bekam das Gebäude wahrscheinlich 1905, als sich die Hochschule in die Belgrader Universität umwandelte. Aufgrund der Vergrößerung der Bildungsbedürfnisse und Programme der neugegründeten Universität langten die Räume, über die das Kapitän-Miša-Gebäude verfügte, für eine qualitative Ausübung der Unterrichtsbedürfnisse nicht mehr aus. Nach der Gebäudeerweiterung wurden, neben den bereits bestehenden, drei Abteilungen der Technischen Fakultät einquartiert. Der Architekturunterricht fand auch im Innenhof statt, wo in einem separaten, zu diesem Zwecke errichteten Atelier, der Architekt Branko Tanazevič die Studenten unterrichtete. Eine Zeit lang befand sich auf dem Gebäude auch eine experimentelle Antenne für drahtlose Telegrafie, die nach den Vorstellungen des Konstrukteurs und Professors Đorđe Stanojević aufgestellt wurde.
Die Aufschrift „Miša Anastasijević seinem Vaterland“, ausgeschrieben in großen goldenen Buchstaben über dem Eingang, besagt, dass ein serbischer Patriot, der reich geworden ist, diesen Palast zu Bildungszwecken dem Staat geschenkt hat und dass er ihn auf eigene Kosten vollkommen eingerichtet hat.

## Miša Anastasijević
Kapitän Miša Anastasijević (1803–1885) war ein großer Wohltäter serbischer Bildung und Kultur. Besondere Aufmerksamkeit und Mittel investierte er in die Entwicklung des Schulwesens, indem er half, Bücher in serbischer Sprache zu drucken, unter denen auch Arbeiten von Vuk Karadžić und Matija Ban waren. Er war Gründer und Wohltäter des Belgrader Lesesaals und ganze neununddreißig Jahre lang sein Präsident.

## Architekt
Der Architekt Jan Nevole (1812–1903), tschechischer Abstammung, hatte im Fürstentum Serbien die Funktion des Hauptingenieurs der Bauabteilung des Innenministeriums. Er plante Projekte für zahlreiche Gebäude in Serbien, während er in Belgrad hauptsächlich Bauten zu militärischen Zwecken errichtete. Serbien erlebte er als seine zweite Heimat, was man aus der Neigung, sein an der Prager Technischen Schule und der Wiener Kunstakademie erlangtes Wissen mit den Elementen der serbischen Bautradition zu vereinen, erkennen kann. Das Kapitän-Miša-Gebäude stellt sein einziges erhaltenes realisiertes Objekt in Belgrad dar.